# Współczynnik T-Czuprowa
Współczynnik T-Czuprowa – jedna z miar zależności, stosowana do pomiaru siły związku pomiędzy dwiema zmiennymi nominalnymi. Twórcą tego współczynnika jest rosyjski statystyk Aleksandr Czuprow.
Współczynnik T Czuprowa dany jest wzorem:
{\displaystyle T={\sqrt {\frac {\chi ^{2}}{n{\sqrt {(k-1)(r-1)}}}}},}
gdzie:
{\displaystyle \chi ^{2}} – statystyka testowa w teście niezależności chi-kwadrat,
{\displaystyle n} – łączna liczba obserwacji,
{\displaystyle k} – liczba kolumn w tabeli kontyngencji,
{\displaystyle r} – liczba wierszy w tabeli kontyngencji.